# Vaalt (Utrecht)

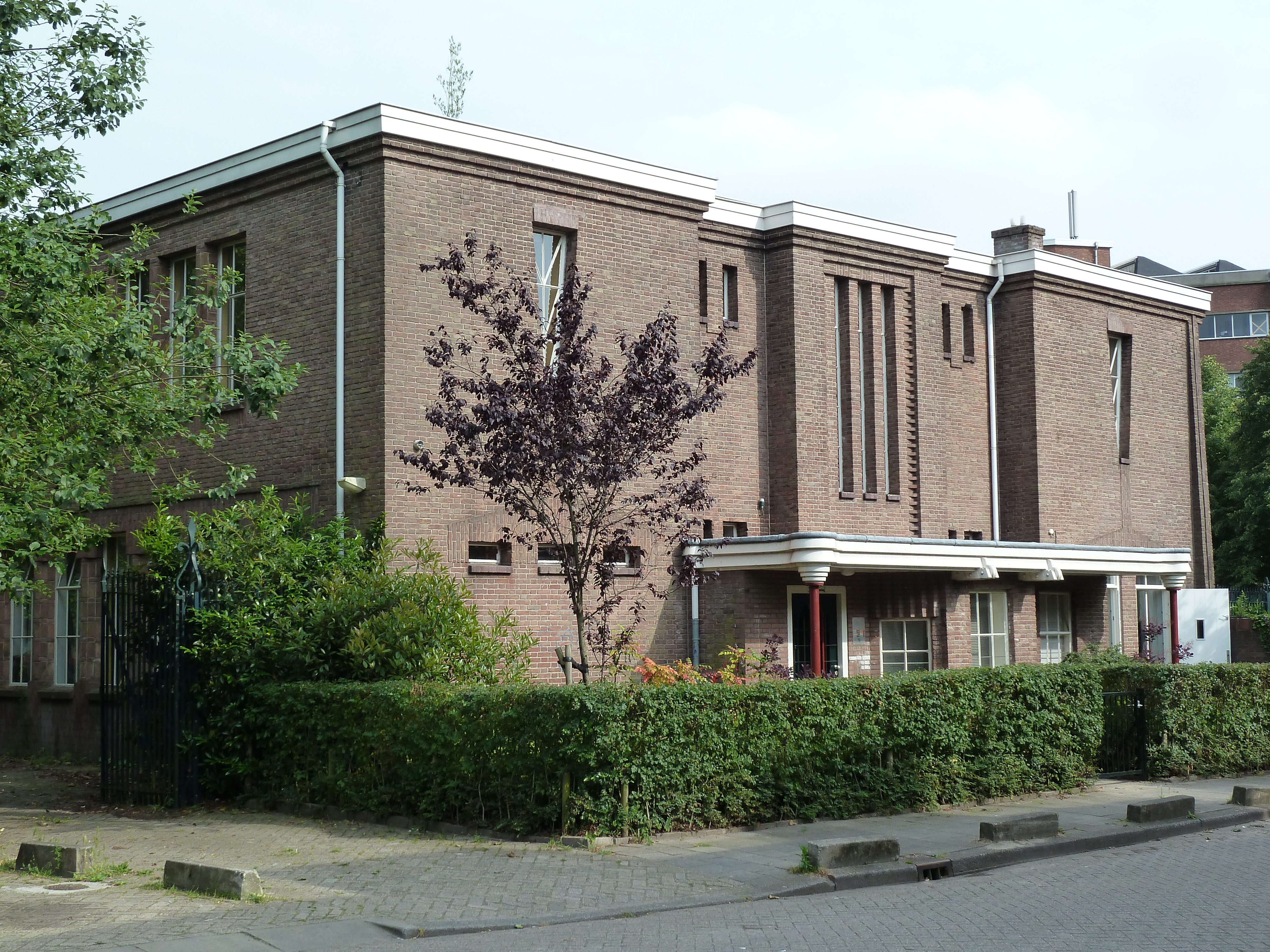
Het Ketelhuis aan de Stieltjesstraat was het administratiekantoor van de Gemeentelijke Reinigings- en Ontsmettingsdienst.

De Vaalt was een terrein van de Gemeentelijke Reinigings- en Ontsmettingsdienst in Utrecht (vaalt betekent stortplaats of vuilnisbelt). Het was gesitueerd aan de Biltsche Grift en de Vaaltbrug die de scheiding vormde tussen Wittevrouwen en de Vogelenbuurt in de subwijk Votulast, gelegen aan het terrein van de oude gemeentelijke gasfabriek. De Gemeentelijke Reinigings- en Ontsmettingsdienst vestigde zich in 1923 op het terrein.
Op de Vaalt bevond zich een blauwzuurkamer waarin mensen tegen betaling hun houten voorwerpen gedurende 48 uur konden laten vergassen, zodat houtworm vernietigd werd. In de jaren vijftig en zestig bevond zich op het Vaaltterrein bovendien een gebouwtje van de sociale dienst, waar minder draagkrachtigen voor hun kinderen en leren schoeisel, wollen sokken en ondergoed konden krijgen.
De gebouwen Hooghiemstra, Evoca, Indola electric, VRG papier, Jongerius en huis Welgelegen waren onlosmakelijk verbonden met het gezicht van die tijd rond het Vaaltterrein.
Sinds 1976 is De Vaalt niet meer als zodanig in gebruik. Op deze plaats verrees het Griftpark. De enig overgebleven bebouwing zijn het Ketelhuis en twee er tegenoverstaande panden: een opzichterwoning annex schaftlokaal en een oud pakhuis. Na de kraakactie in 2011 van het magazijngebouw en protesten van onder andere de Vereniging Oud-Utrecht werden de twee panden en het erachter gelegen kraakpand Vogelenburcht behouden voor sloop.

## Fotogalerij

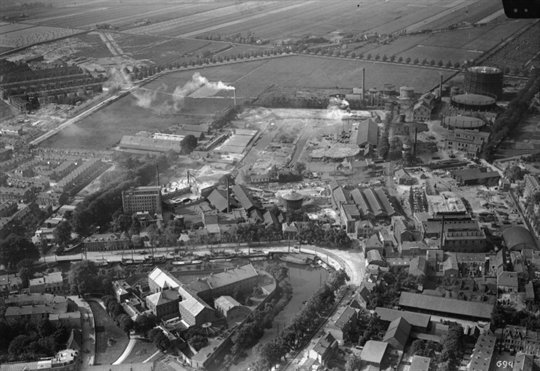
Luchtfoto van Vaaltterrein (links achter het water), rechts de gemeentelijke Gasfabriek met daar tussenin het bedrijventerrein en links vooraan gevangenis Wolvenplein
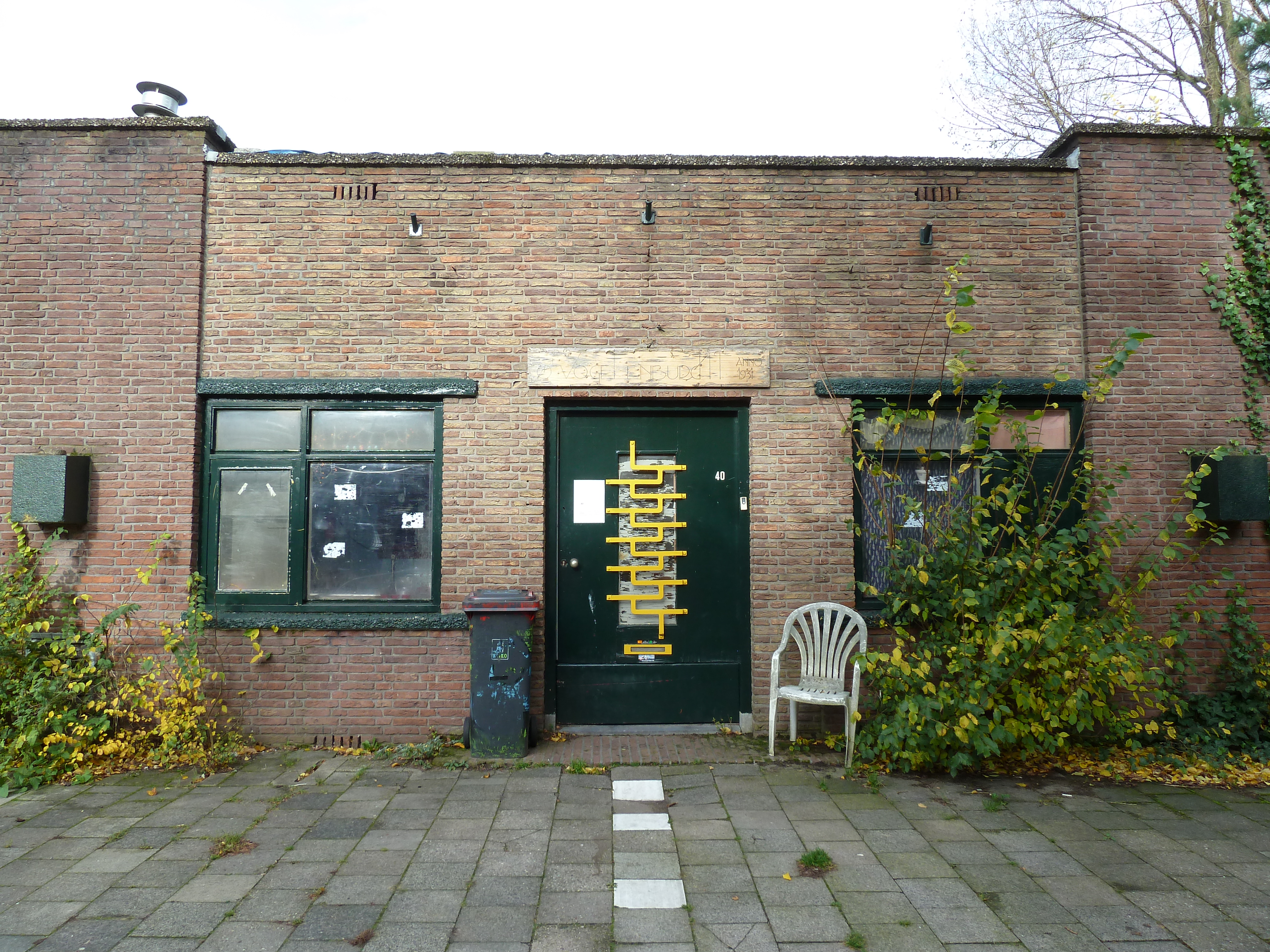
Vogelenburcht naast het voormalige Vaaltterrein.
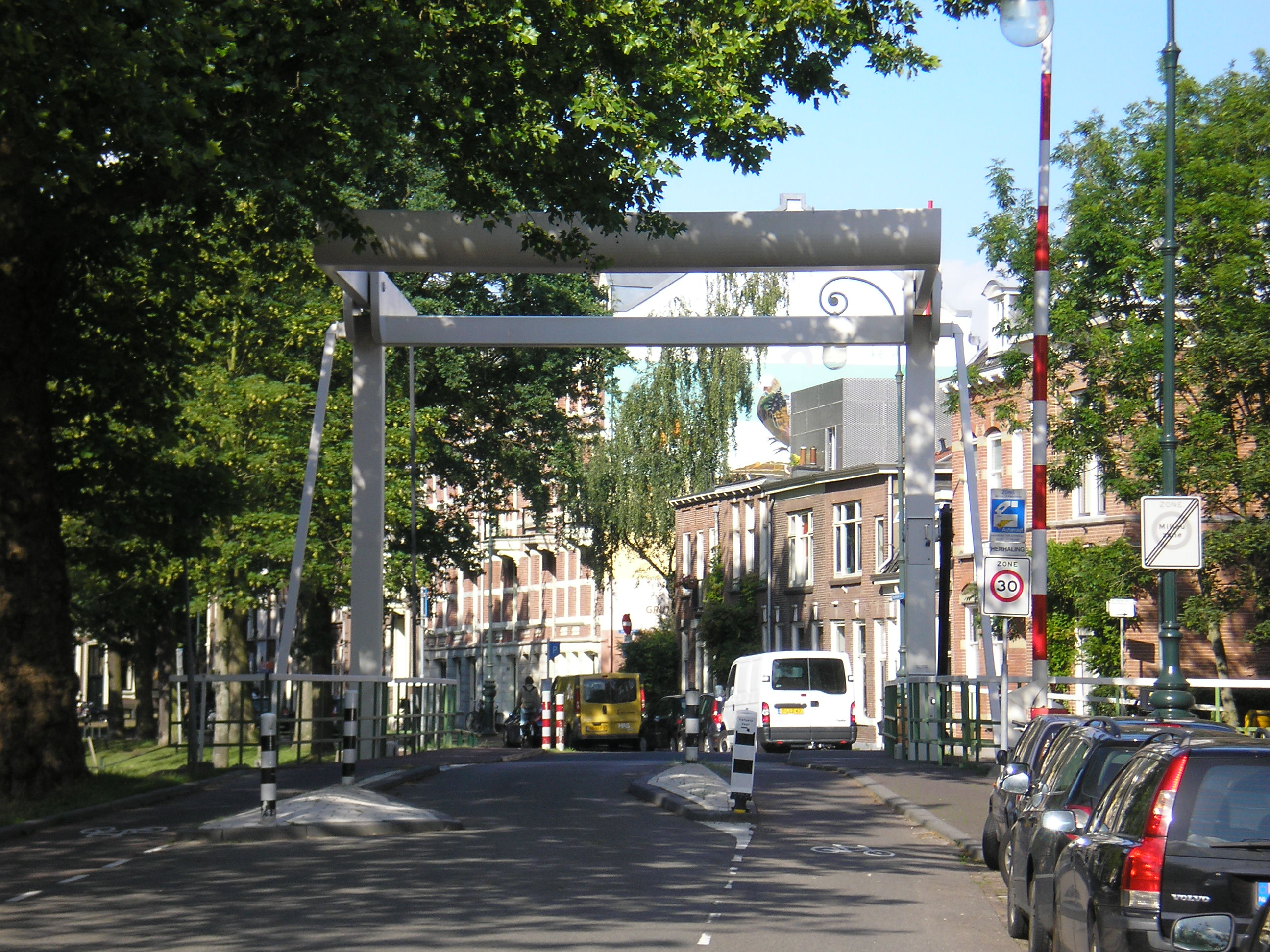
De Vaaltburg gezien vanaf de Wittevrouwensingel, die zijn naam dankt aan de voormalige Vaalt.